# Estado de alerta
Um estado de alerta é uma indicação do estado de prontidão das forças armadas para ação militar, ou de um Estado contra terrorismo ou ataque militar. O termo freqüentemente utilizado é em Alto alerta  Exemplos de escalas que indica estado de alerta são a DEFCON das forças armadas dos EUA. e o UK Threat Levels Britânico. Estados de alto alerta são sinônimos de alerta vermelho.